# Ettore Giannini
Ettore Giannini est un réalisateur et scénariste italien, également metteur en scène de théâtre, né le 15 décembre 1912 à Naples, mort le 15 novembre 1990 à Massa Lubrense (Campanie).

## Biographie
Ettore Giannini a fait une unique apparition comme acteur au cinéma, dans Europe 51 de Roberto Rossellini, où il joue Andrea Casatti, le cousin communiste d'Irene Girard qu'interprète Ingrid Bergman.

## Filmographie

### Réalisateur
- 1936 : La prua incatenata
- 1948 : Le Carrefour des passions (Gli uomini sono nemici)
- 1954 : Le Carrousel fantastique (Carosello napoletano)

### Scénariste
- 1940 : Manovre d'amore
- 1941 : Orizzonte dipinto
- 1954 : Le Carrousel fantastique (Carosello napoletano) d'Ettore Giannini
- 1954 : Les Coupables (Processo alla città) de Luigi Zampa
- 1956 : Scandale à Milan (Difendo il mio amore)
- 1957 : L'Impossible Isabelle (La nonna Sabella) de Dino Risi
- 1966 : Trois Cavaliers pour Fort Yuma (Per pochi dollari ancora)
- 1967 : Coup de maître au service de sa majesté britannique (Colpo maestro al servizio di sua maestra britannica)

### Acteur
- 1952 : Europe 51 de Roberto Rossellini : Andrea Casatti